# 샤흐부스구
샤흐부스구(아제르바이잔어: Şahbuz rayonu)는 아제르바이잔의 자치 공화국인 나흐츠반 자치 공화국 북동부에 위치한 구로 행정 중심지는 샤흐부스이며 면적은 918km2, 인구는 21,800명이다. 북쪽과 동쪽으로는 아르메니아와 국경을 접한다.